# Acolasis glaucescens
Acolasis glaucescens är en fjärilsart som beskrevs av Walker 1866. Acolasis glaucescens ingår i släktet Acolasis och familjen nattflyn. Inga underarter finns listade i Catalogue of Life.